# Grevinge Lammefjord
Grevinge Lammefjord – miasto w Danii, w regionie Zelandia, w gminie Odsherred.